# سایبان (گیاه)
سایبان، باباآدم جنگلی (نام علمی: Petasites hybridus) نام یک گونه از سرده سایبان است. گیاه سایبان برای کاهش علائم آسم و آلرژی فصلی مفید است.